# Irina Karpowa
Irina Wladimirowna Karpowa (russisch Ирина Владимировна Карпова, engl. Transkription Irina Vladimirovna Karpova; * 13. Februar 1980 in Ust-Kamenogorsk, Kasachische SSR, UdSSR als Irina Naumenko russisch Науменко) ist eine ehemalige kasachische Leichtathletin, die sich auf den Siebenkampf spezialisiert hat. Sie ist mit dem kasachischen Zehnkämpfer Dmitri Karpow verheiratet und hat mit ihm zwei Kinder.

## Sportliche Laufbahn
Erste Erfahrungen bei internationalen Meisterschaften sammelte Irina Karpowa im Jahr 1997, als sie bei den Juniorenasienmeisterschaften in Bangkok mit 5099 Punkten die Goldmedaille gewann. Im Jahr darauf erreichte sie bei den Juniorenweltmeisterschaften in Annecy mit 5470 Punkten Rang zehn und 1999 verteidigte sie bei den Juniorenasienmeisterschaften in Singapur mit neuem Meisterschaftsrekord von 5557 Punkten ihren Titel. 2000 gewann sie bei den Asienmeisterschaften in Jakarta mit 5937 Punkten die Bronzemedaille hinter ihrer Landsfrau Swetlana Kasanina und Pramila Aiyappa aus Indien. Zudem qualifizierte sie sich für die Teilnahme an den Olympischen Spielen in Sydney und erreichte dort mit 5634 Punkten Rang 21.
2002 belegte sie bei den Asienmeisterschaften in Colombo mit 5520 Punkten den fünften Platz und im Jahr darauf wurde sie bei den Weltmeisterschaften nahe Paris mit 5971 Punkten 15., ehe sie bei den Asienmeisterschaften in Manila mit 5845 Punkten die Goldmedaille gewann. Anschließend siegte sie bei den Zentralasienspielen in Duschanbe im 100-Meter-Hürdenlauf in 14,30 s. 2004 erreichte sie beim traditionellen Hypomeeting in Götzis mit 6112 Punkten Rang elf und qualifizierte sich damit erneut für die Olympischen Spiele in Athen, bei denen sie mit 6000 Punkten auf Rang 22 gelangte. Zudem stellte sie in diesem Jahr in Talence in einem Testbewerb für den Frauenzehnkampf mit 7798 Punkten einen neuen Asienrekord auf.
Bei den Leichtathletik-Weltmeisterschaften 2005 in Helsinki klassierte sie mit 5991 Punkten auf dem 14. Platz. Im Jahr darauf wurde sie beim Hypomeeting mit 5911 Punkten 15. und erreichte anschließend bei den Asienspielen in Doha mit 4696 Punkten Rang fünf. 2007 erreichte sie beim Hypomeeting mit 5666 Punkten den 25. Platz und siegte anschließend ein weiteres Mal bei den Asienmeisterschaften in Amman mit 5617 Punkten. Bei den Weltmeisterschaften in Osaka klassierte sie sich mit 5848 Punkten auf Rang 24 und siegte anschließend bei den Hallenasienspielen in Macau im Hallenfünfkampf mit 4179 Punkten. 2008 siegte sie dann bei den Hallenasienmeisterschaften in Doha mit 4235 Punkten und nahm im Sommer zum dritten Mal an den Olympischen Spielen in Peking teil, konnte diesmal aber ihren Wettkampf nicht zu Ende führen.
Bei den Leichtathletik-Asienmeisterschaften 2011 in Kōbe belegte sie mit 5033 Punkten den achten Platz und im Jahr darauf siegte sie erneut bei den Hallenasienmeisterschaften in Hangzhou mit 4050 Punkte. Im Sommer erreichte sie bei den Olympischen Spielen in London mit 5319 Punkten Rang 30. 2013 konnte sie ihren Wettkampf bei den Asienmeisterschaften in Pune nicht beenden, wie auch bei den anschließenden Weltmeisterschaften in Moskau. 2014 gewann sie bei den Hallenasienmeisterschaften in Hangzhou mit 3951 Punkten die Bronzemedaille im Fünfkampf hinter der Chinesin Wang Qingling und Yuliya Tarasova aus Usbekistan. Im Juni beendete sie in Almaty ihre aktive sportliche Karriere im Alter von 34 Jahren.
In den Jahren 2007, 2011 und 2014 wurde Karpowa kasachische Meisterin im Siebenkampf. In der Halle siegte sie 2003, 2005 und 2005 im Fünfkampf sowie 2008 im Weitsprung.

## Persönliche Bestzeiten
- 100 m Hürden: 13,96 s (+0,3 m/s), 29. Mai 2004 in Götzis
  - 60 m Hürden (Halle): 8,5 s, 14. Februar 2008 in Doha
- Weitsprung: 6,35 m (+1,5 m/s), 3. Juni 2000 in Bischkek
  - Weitsprung (Halle): 6,15 m, 8. Februar 2003 in Qaraghandy
- Siebenkampf: 6140 Punkte, 22. Juni 2003 in Almaty
  - Fünfkampf (Halle): 4375 Punkte, 8. Februar 2003 in Qaraghandy
- Zehnkampf: 7798 Punkte, 26. September 2004 in Talence (Asienrekord)